# Недашки
Неда́шки — село в Україні, у Малинській міській громаді Коростенського району Житомирської області. Населення становить 592 особи.
Засноване дворянами Недашківськими (Недашкоўскі / Niedaškowski / Niedaszkowski), які згодом перейшли до українських козаків і стали начальниками козаків, і за ними було закріплено універсалом їх маєток.
Через село протікає річка Звіздаль з болотистими берегами, поросшими лісом — приплив річки Уж, що впадає в Прип'ять — приплив Дніпра.

## З історії села
Село створено предками древлян, верхньо-лужицькими сербами - переселенцями з села Недашеці (зараз - (нім. Nedeschwicz; ст.-луж. Njezdašecy) з Верхньої Лужиці, нині - Німеччина.
З даним іменем пов'язане: новгородське географічне Недашеци — село на р. Рапля Недашецької волості Тихвинського повіту Новгородської губернії; Недашев село на р. Щетинка Чауського повіту Могилевської губернії, Недошевичи (польск. Niedasewice) село недалеко від м. Новогрудок Мінської губернії, Недашки село і Niedaszkowska Sloboda село недалеко від міста Овруч Волинської губернії, Недашківська слобода біля міста Радомисль Київської губ.
Ім'я «древляни», за поясненням літописця, дали їм тому, що вони жили в лісах. Характеризуючи звичаї древлян, літописець зображує їх народом досить грубим («живяху скотьски, убиваху друг друга, ядяху все нечисто, и брака у них не бываще, но умыкиваху у воды девица»).
У VI—VII ст. древляни були одним з наймогутніших родоплемінних об'єднань східних слов'ян.
Неподалік Недашок знайдена група могильників з 40 курганів, розміщених на піщаних пагорбах. Земляні роботи на одному з курганних могильників в недавні часи виявили поховання доби літописних древлян.
Обряд поховання, що міцно встановився, свідчить про існування певних релігійних уявлень про загробне життя: відсутність зброї в могилах свідчить про мирний характер племені; знахідки серпів, черепків і посудин, залізних виробів, залишків тканин і шкір вказують на існування у древлян хліборобства, промислів гончарного, ковальського, ткацького й шкіряного; безліч кісток свійських тварин та шпори вказують на скотарство й конярство; безліч виробів із срібла, бронзи, скла й сердоліку, іноземного походження, вказують на існування торгівлі, а відсутність монет дає привід вважати, що торгівля була мінова. Політичним центром древлян в епоху їх самостійності було місто Іскоростень; у пізнішу пору цей центр, очевидно, перейшов до міста Вручий (Овруч).
По сказанню літопису, за давніх часів древляни кривдили своїх сусідів. З утвором Київської Русі древлянська земля була підлегла нащадкам фінно-карельських вікінгів: князь Олег (Хельг) підкорив їх Києву й наклав на них данину. В 907 році древляни брали участь у переможному поході князя Олега на Візантію. У числі племен, підлеглих Олегові, які брали участь у його поході на греків, згадуються й древляни; але вони скорилися не без завзятої боротьби. По смерті Олега вони зробили спробу звільнитися; князь Ігор переміг їх і наклав ще більшу данину.
В 945 році, у відповідь на утиски і спробу зібрати надмірну данину, жителі столиці древлянського князівства — Коростеня — на чолі зі своїм князем Малом повстали проти князя Ігоря, перебили його воїнів, а самого князя прив'язали до двох нахилених дерев і розірвали на частини.
Вождь древлян Мал зробив спробу посвататися до вдови Ігоря, княгині Ольги, але та, керована почуттям помсти, обманом убила Мала і його сватовське посольство. Після цього Ольга разом з малолітнім сином Ігоря Святославом пішла війною на древлян, розгромивши їх. Удові Ігоря, Ользі, літопис приписує остаточне підпорядкування древлян.
Святослав Ігорович посадив правити в древлянській землі свого сина, Олега. Володимир Святий, роздаючи волості своїм синам, посадив у древлянській землі Святослава, який був убитий Святополком Окаянним. Із часу Ярослава древлянська земля входить до складу Київського князівства.
У X—XI сторіччі місцеве поселення використовувало землі навколо Малина для полювання, рибальства, бджільництва, землеробства. Заселення території відбувалося шляхом селянської колонізації. У той час ці землі належали Литовському князівству.
Існує кілька версій про Недашів — Недашківських.
Перша версія пов'язує його ім'я з російською царицею Катериною II, яка дала ці землі дворянам Недашам (Недашківським) за військову службу.
Недашківські — дворянський рід, що одержав статус дворян, підтверджений польським королем і литовським князем разом з родом Дідковських під час правління Катерини II, (завдяки Меншикову, який і дав їм землі).
Є й давніша версія (твердження Миколи Степановича Дідківського, 1905 року народження), за якими Недаш одержав землю за військову службу древлянським князям і, обійшовши лісову «пустелю», тобто незаселену територію, осів на ній. Обхід землі — поселення родової групи — відомий також у Ходоках і Сингаях.
Поселення Недаша, яке отримало наймення Недашки, заснувалося біля урочища Закружжя на двох струмках, на межиріччі річок Ірші та Уші (тепер Уж), у витоці р. Звіздаль.
«Добра земля ця, крім північної сторони»,- стверджував старожил Григорій Антонович Недашківський, 1886 року народження.
Земля Недашківська ще сто років тому мала «копчики» — насипані кургани, границі меж родової території. Через Недашки проходив прадавній шлях Іскоростень — Київ, поселення в стародавності було сторожовим пунктом деревлян.
Місцевість навкруг Недашок вражала зарослими могутніми чорнолісами, згадки про які і нині живуть у пам'яті старожилів села — діброви, грибняки, осичник, ольшина, лози, здвижі, криниці-животоки, ручаї. Дубняки тяглися до Ксаверова, до Діброви. Дуби-велетні досягали до двох метрів упоперек. Ще донедавна в Гаєцькій Лозі викопували затонулі колись прадавні дуби, «сині» від довгого лежання в торфяниках.
Прадавні жителі Недашок займалися, головним чином, як і тепер, хліборобством. Головний наш хліб — жито — недарма називається житом — тому що їм жили люди. Крім жита недашківці знали й пшеницю, овес, ячмінь, просо. Орали спочатку сохою, яка являла собою розлогий сук, який за один кінець тягли, а іншим, устромивши в землю, орали.
Займалися й садівництвом і скотарством. Виганяли свиней у праліси на все літо.
Чим ще залюбки займалися, так це бджільництвом (бортництвом). Тримали бджіл у «бортях» (у дуплах дубів), де бджоли самі собі робили вулик. Архаїчний спосіб видобування меду в дуплах старих дерев і зараз відомий у Недашках: дерев'яна "острова " — жердина з сучками для лазіння на дерева, а також ремінна «жень» — снасть, плетена в сталки шкіри.
Уміли місцеві жителі й добре обходитися з деревом, займаючись теслярством. Неподалік Недашок відоме й урочище Альчужино (скоріше «Кольчужино»). Це було, мабуть, місце ремісничого поселення стародавності.
Вірували недашківці, як і всі східні слов'яни, у багатьох богів, але найбільше поклонялися богу Перуну, який «завідував» громами й блискавками, адже Перун-громовик був заступником воїнів, божеством дубових пралісів. Недаш, судячи із джерел народної історії, мав численне потомство, що за старих часів було нормою- звичаєм, спадщиною попередніх звичаїв-законів. Велике родове гніздо Недаша росло, вгасало, знову відроджувалося. Після входження деревлянских земель у єдину державу східних слов'ян — Київську Русь воїни-недашківці брали участь у численних військових походах київських князів. В 1240 р., після захоплення монголо-татарською ордою Києва, ворожі загони розбрелися по всіх руських землях, несучи смерть і руїну. Недашківці сміливо виступали супротив ворога, однак у нерівній битві майже всі загинули, а їх поселення було спалене. Та вже через кілька десятиріч, завдяки праці місцевих жителів, Недашки знову повстали з руїн.

## Недашківськая околична шляхта
3 першої половини XVI ст. у документах замість терміну «бояри» для означення військової верстви все частіше вживається термін «шляхта». До того ж шляхту, яка жила в родових селах (так званих околицях), називали ще й околичною шляхтою.
В XIV — першій половині XIV ст. більша частина українських земель була приєднана до Великого князівства Литовського. Оточене з усіх боків ворогами, Литовське князівство завжди потребувало сильного війська. Тому, враховуючи славні бойові традиції недашківців з дідів-прадідів, їх запросили на військову службу. Недашківські бояри – шляхта (а саме так називали воїнів, які були на господарських землях, одержаних за військову службу), як васали київського князя, були зайняті прикордонною сторожовою службою, захищаючи державу від татарської навали.
Під час загального рушення, яке оголошувалося з Києва в разі наближення або вторгнення татар, кожний боярин мусив у складі відповідного загону «конно і оружно» виїхати назустріч ворогові.
Обов'язком заушської шляхти, до якої належали і недашківці, також був звичай ставити в поході намети для київського князя (згодом воєводи). Тобто вона являла собою щось на зразок його особистої гвардії. Крім того, за персональним листом київського воєводи або самого господаря — великого князя Литовського, вони були зобов'язані нести «службу ординську» — супроводжувати великокнязівських послів і гінців через степ до Криму чи до кочових Перекопської й Ногайської орд.
За військову службу князь щедро дарував боярам — шляхті різні привілеї, які звільняли їх від податків. Ознаками достоїнства шляхти визнавалися родові герби.
В 1569 році після складання Люблінської унії українські землі перейшли від Литви до Польщі.
Українська шляхта — нащадки лицарів, православне й греко-католицьке дворянство західного типу — дуже часто браталися з поляками, що приводило до полонізації магнатських родів. Утиски русинських дворян найчастіше були за релігійною ознакою, результатом чого стало поступове оформлення культурного, а потім і бойового протистояння з католицькою (польською) знаттю. Значна частина української шляхти вступила до лав Війська Запорізького: частина пішла в реєстрове козацтво, а інша — на Січ. В різні часи ватажками січового козацтва були шляхтичі, таку шляхту нерідко називали «покозаченою», пізніше ж її стали іменувати «козацькою старшиною», щоб відрізняти її від рядового козацтва, яке зливалося з начальством. Українське дворянство не відігравало значної ролі в народній свідомості українців, однак козацька верхівка, яка в більшості була шляхетного роду, була провідною серцевиною національної еліти.
Природа українського Полісся, його ландшафти й клімат однотипні від Десни до Західного Бугу. Тут малородючі піщані ґрунти, тому порівняно мало поселень, міст і доріг. Водночас велика кількість лісів, рік і боліт створили сприятливі умови для вирощування льону, а відповідно — і розвитку ткацтва, обробки дерева й заліза, виробництва поташу й селітри для виготовлення пороху й скла.
Типова поліська вишивка ілюструє архаїчний геометричний орнамент, їй властива перевага червоного, багатство візерунків на рукавах, манжетах, пелені й мінімум — на пазусі жіночої сорочки, яка прикривається керсеткою. Фактурний візерунок, утворений білим лляним поробком на сірій конопельній основі, — головний засіб вираження в поліському чиноватому ткацтві.
Гончарі виготовляли переважно неглазурований «рожевий» і «задимлений» посуд, графічно декорований лощінням. Специфічні для Полісся «божниці» — полиці для ікон, прикрашені виїмчастим різьбленням, інкрустовані соломкою, — а також однойменні рушники, вишиті з двох або трьох боків, якими покривають ікони на покуті. Поліське дерев'яне різьблення дрібніше в деталях, ніж лісостепове, у ньому більше гравірованих елементів. Ритм оголених брусів або колод — основний виразний засіб поліського будівництва.
Починаючи з XV—XVI ст. на Правобережжі з'явилися сотні польських колоній. Багато їх жителів уважалися шляхтою, від навколишніх «хлопів» різнилися релігією, заняттями й побутом. На Поліссі «шляхетські» будинки часто будували з гранованого брусу, а не із круглих колод. В оздобленні інтер'єру й одягу «шляхта» менше використовувала домоткані тканини, вишивки. Їй навіть не личило співати на весіллі, для цього було прийнято наймати співаків.
Важлива роль у місцевому художньому промислі й промисловості (зокрема фарфоро-фаянсової) належала також єврейським майстрам.
На територіях центральної частини Українського Полісся є села, жителі яких дотепер називають себе «шляхтою».
Ця шляхта розселена в межах давньої Овруччини (остання включає райони Житомирської області — Овруцький, Коростенський, Народицький, Малинський, Лугинський, Олевський). Існування шляхетського (колись військово-дружинного) прошарку в краї засвідчує наявність у минулому тридільної структури в слов'янському суспільстві традиційної епохи — хліборобів (смердів), воїнів (бояр), адміністрації (князів).
Перші шляхетські села в центральній частині Українського Полісся виникають у давньоруський період. Уже тоді тут існує село Недашки (у басейні Ужу).
Сільське шлюбне право завжди ґрунтувалося на системі звичаєвих поглядів і норм. Останні відтворювали надзвичайно архаїчну світоглядну систему, сформовану ще в часи панування родового співтовариства. З погляду останньої, вибір шлюбної пари не робився всупереч інтересам роду. Відпускаючи дітей на вечірки, батьки враховували не тільки на досягнення ними певного віку, але й на те, у яке оточення потрапляла їхня дитина, стежили, щоб син або дочка навіть у спілкуванні дотримувалися норм соціальної й майнової рівності: «Міщанин не бере мужички або мужик міщанки, а бідний і неродовитий у селі не може брати багату».
І дотепер структура місцевого весільного ритуалу в селі Недашки зберегла свою повноту й розвиненість. Вона має й тридольну композицію, яка відповідає загальноукраїнській шлюбній традиції.
Передшлюбна частина в регіоні реалізується через послідовність етапів, які передбачають попереднє розпитування, сватання й святкування згоди. Отже, до весілля рід хлопця тричі відвідував будинок дівчини, а її батьків обов'язково запрошували для знайомства з його господарством.
Ці етапи в давнині були відділені один від одного в часі. Перший з них має назву попити, спроби, які були обов'язковою частиною дошлюбних переговорів, проявом народного етикету: "Як віддавали без попиту, говорили «віддати в притули»". Запитуватися найчастіше ходили жінки (мати, хресна), обов'язково в будень. Гостей пригощали, але рішення батьків та дівчини вважалося попереднім і неостаточним, а також не мало юридичної сили.
Коровай випікали в хатах молодого й молодої. Він завжди був круглим, мав багатошарову структуру. Нижній шар випікали переважно із прісного житнього тіста. Ця частина короваю називалася корж.
Нижній шар завжди формувала (виробляла) старша коровайниця. На нього найчастіше сипали ячмінь (у с. Недашки). У шарах середньої частини традиційно запікали цілі яйця.
Верхній шар мав однорідну систему прикрас — центральний хрест, шишки по всій поверхні, селезінка по колу. У центрі — більша шишка або пара птахів. Часто кількість шишок-прикрас відповідала кількості сирих яєць, закладених у коровай.
Порційне печиво для заклику виготовляли у вигляді пиріжків без начинки або квітів-шишок (у с. Недашки.)
Завершальним акордом весілля вважалося відвідування батьків молодої у наступну за весіллям неділю, яка мала назву Пироги. Останні обов'язково приносили з собою. Це відвідування батьків було першим для молодої після її переходу у стан дружини. Зрештою розходилися з весілля, пройшовши двір по рябчунах (ряднах) на колінах і на знак прощання за воротами випивали чарку (у с. Недашки).
З часів Богдана Хмельницького сімейний клан польських феодалів (шляхти) Недашківські (Недашкоўскі / Niedaškowski / Niedaszkowski / Недашковский) перейшли до українських козаків і стали начальниками козаків, і за ними закріпили універсалом їх маєток Недашки в Україні.
В середині XV ст. за шляхтою було законодавчо закріплене право повного успадкування й розпорядження власною землею. Це мало дуже велике значення, адже до того їх землеволодіння було умовним — землі належали шляхтичеві доти, доки він ніс військову службу, і цілковитої гарантії, що ця земля перейде до його синів, не існувало.
Зміцнення політичних і майнових прав шляхти стало головною причиною так званої «прізвищної революції», що розпочалася з кінця XV ст. Відбувається створення шляхетських прізвищ власницького типу.
Недаші стають Недашківськими.
Існує думка, що прізвища на -ський, -зький є польськими. Це хибна думка. Цей слов'янський спосіб власницького іменування поширився скрізь, де суспільство знало повну приватну власність на землю.
У середині XVI ст. Велике князівство Литовське, виснажене війнами з Московським царством і татарами, було близьке до занепаду. В цих умовах литовські князі змушені були звернутися по допомогу до поляків, уклавши з ними в 1569 р. Люблінську унію.
З переходом українських земель від Литви до Польщі було поставлене під сумнів саме існування українців як окремої етнічної спільності.
З приєднанням до Польщі зростає вплив польського елементу і на Волинь, на території якої перебували Недашки. Польські магнати захоплюють найкращі землі, примушують українців переймати польські звичаї, мову, католицьку релігію.
Польська експансія викликала активний супротив волинської околичної шляхти. Вже у 1570 р. делегація заушської шляхти, до складу якої входили недашківці Антон Іванович та Лашук Дем'янович, відбула до Варшави до короля Сигизмунда — Августа й добилася від нього грамоти про підтвердження їх прав і вольностей. Пізніше ця грамота була підтверджена наступником Сигизмунда- Августа — польським королем Стефаном Баторієм.
Однак, навіть грамоти польських королів мало рятували від свавілля магнатів та католицької церкви. В першій половині XVII ст. частина недашківських земель була захоплена окатоличеним українським магнатом Ігнатієм- Олександром Єльцем, який подарував її ченцям єзуїтського колегіуму. Цей колегіум був збудований 1634 р. у сусідньому з Недашками містечку Ксаверові й розглядався єзуїтами як один із плацдармів наступу католицизму на Волинь. Разом з жителями навколишніх сіл недашківці рішуче піднялися на захист православної віри. Єзуїтів тут прилюдно називали «недовірками» і «собаками».
Коли в Україні розпочалася могутня визвольна війна під проводом Б. Хмельницького, переважна більшість жителів села взяла в ній активну участь на боці повсталого народу. Уже в 1648 р. вона разом із ксаверівцями примусила єзуїтів тікати в Польщу. Значна частина земель єзуїтського колегіуму й польської шляхти перейшла до рук недашківської околичної шляхти, зокрема, у селах Ігнатопіль і Єльцудів.
Недашківці також забрали землі польського шляхтича І. Свидерського. 1651 р. він звернувся до намісника гродського в Житомирському замку з протестом проти того, що Іван, Андрій і Мишко Недашківські захопили його землі біля села Недашки в липні — вересні 1650 р. і винесли на свої землі борті та забрали збіжжя.
Після закінчення війни єзуїти повернулися в Ксаверів, однак всі їх спроби повернути Ігнатопіль були невдалими. Як згадується в одному з документів того часу, недашківці «вітали» єзуїтських прокураторів пострілами.
Активний опір польським шляхтичам и єзуїтам не припинявся і в наступні роки.
1691 р. єзуїти захопили худобу недашківців, яка випасалася в їхніх землях у с. Ігнатівка. Довідавшись про це, жителі Недашок наздогнали єзуїтів і не тільки відібрали свою худобу, а й вигнали єзуїтів з Ігнатівки. Нехтуючи рішенням Люблінського трибуналу про повернення Ігнатівки овруцьким єзуїтам, недашківці залишили за собою ці землі. Пізніше с. Ігнатівка влилося як одна з вулиць у село Недашки.
Недашківці також брали активну участь у збройному виступі проти польського магната Франчишика Потоцького в лютому 1696 р., коли той зібрав у с. Мошки околичну шляхту для розбору її привілеїв. У ході збройної сутички польський військовий загін був розгромлений, а сам Потоцький з ганьбою втік.
Великою трагедією для недашківців стали постійні спустошливі набіги татар. Адже з 1240 по 1709 рр. на територію сучасної Житомирщини було здійснено понад 800 набігів татар, з них 40 спустошливих. Разом зі своїми сусідами жителі Недашок мужньо боронилися від нападників. Коли ж сили були нерівними, ховалися в лісах, у лозах, на болотах. До сьогоднішнього дня в селі збереглися перекази про страшну татарську неволю. «Орда татарська ішла, ховалися люди в лозах, брали татари людей у неволю, жінок мучили», — переказував старожил села Т. І. Недашківський.

## Недашки у XVIII ст
Після Андрусівського перемир'я 1667 року місцевість залишилися в складі Польщі й перебувала під її владою до 1793 року.
Після другого розподілу Польщі в 1793 році ці землі відійшли до складу Росії. Після возз'єднання Правобережної України з іншими українськими землями в складі Росії, село увійшло до складу Київської губернії.
В 1795 р. в результаті третього поділу Польщі вся Правобережна Україна відійшла до Російської імперії. Почалася нова фаза історії України.
Дворяни Недашківські (Недашковские) були зазначені в списках наступних років:
1804 — Васильківський повіт Київської губернії;
1811 — с. Веприк Васильківського повіту;
1815 — с. Волиця Васильківського повіту;
1843 — сс. Жидівська Гребля, Юшків Ріг Таращанського повіту Київської губернії.
Відповідно до підсумків поділу с. Недашки входило до Овруцького повіту Волинської губернії.
Якою ж були чисельність та заняття його населення в другій половині XVIII — на початку XIX ст? За ревізькими відомостями 1816 р. у Недашках проживало понад 150 людей чоловічої й жіночої статі.
Тодішні родини, які проживали в «домах», були досить великими, багатодітними. Так у будинку, хазяїном якого був 90-літній Василь Володимирович Латушієшич-Недашківський, поряд з ним жили його 60- літня дружина Марина Матвіївна, їх сини — 30-річний Матвій, 26-річний Савва й 20-річний Миколай. Савва мав 20-річну дружину Марину Іванову й однорічну дочку Варвару. Молодший же Микола тримав 18-річну дружину Марфу Іванову, від якої мав двох дітей — дівчаток — 5-річну Марину й 3-річну Катерину.
Цей та інші факти свідчать, що в той період непоодинокими були так звані ранні шлюби, коли матір'ю ставали в 12-13 років.
Поряд з родинами Недашківьских у селі проживали Латушієвичі й Дідківські. Предком Латушієвичів був Лашук Дем'янович, (брав участь у поїздці представників заушської шляхти до Сигизмунда-Августа). Родина Дідківських з'явилася в Недашках внаслідок шлюбів з місцевими жителями в 50- ті рр. XVIII ст. Дідківські були вихідцями із села Дідковичі. Як і недашківці, вони належали до околичної шляхти, маючи відповідні грамоти від литовських князів та польських королів.
Рід Недашківських має риси нащадків прадавніх литвинців (мешканців Балтійського регіону): високих, світлих, струнких. Рід Дідківських має риси південного типу. Обличчя смагляві, коси чорні. Вони, найпевніше, нащадки прадавніх хліборобів трипільської доби[джерело?], старих українців, землеробів родючих чорноземів.
За спогадами жителя села Дмитра Сильвестровича Недашківського, який народився в 1899 р., на вулиці Куцовка жили Недашківські й Дідківські.
Селилися родами, гніздами, «купами», як говорили в давнину.
Недашківські також жили ще в кутку Причепівка, Крушник. Дідківські жили в кутку Лазарі. В кутках Гребля, Ігнатівка в напрямку на Ксаверів жили обидва роди.

## XIX сторіччя
Реформою 1861 року було скасовано кріпосне право.
Недашківська околична шляхта за своїм способом життя і побутом мало чим відрізнялася від жителів навколишніх сіл: вживала українську мову, мала сильні православні релігійні традиції.
Основним заняттям жителів села було, звичайно, землеробство. Околична шляхта переважно сама обробляла землю. Взувалися недашківці в ликові постоли, одяг виготовляли з хутра чи домотканого сукна. Поряд із землеробством займалися рибальством, мали чисельні борті, полювали на лісового звіра, виловлювали бобрів.
Займалися також виробництвом дьогтю й смоли. В ті часи смолокурні й «поташеві буди» цінувалися на рівні бобрових гонів і бортей. Із другої половини XVII ст. 12 пудів поташу коштували 1000 крб., при цьому чистий дохід становив 500 крб. На той час це була дуже велика сума грошей. Поташ висилали більшими великими на Захід, де його використовували головне для виробництва пороху.
Прекрасний опис земель, що належали недашківцям, міститься в земській книзі Овруцького повіту 1798 р. У ній вказується, що Недашківським здавна належала вотчинна земля в урочищі «острів Кутівка», що лежало над рікою Звіздаль, «с полями пахотными и непахотными, обсемененными и необсемененными, борами, лессами, сенокосами, дубровами, лугами, пастбищами, бортными деревьями и небортными, соснами, крымами, знаками и натесами, с пчелами и без пчел, реками и речками, прудами и прудищами с правом ловли в реках рыбы разного рода, с бобровыми гонами, звериной ловлей, постройкой дегтевых майданов, а также и смоляных со всемы застройками и вообще со всемы к этой части принадлежащими».
Однак зростання кількості спадкоємців, дроблення спадкоємної землі-служби між спадкоємцями привели до того, що земля вже не могла їх усіх прогодувати. Тому не дивно, що представники роду-засновника села Недашківських були змушені виїздити на проживання в інші населені пункти, шукати інші заняття. На початку XVIII ст. у документах згадуються недашківці, що проживали в Овручі, у с. Мошки та ін.
Після входження Правобережної України до складу Росії перед околичною шляхтою постало питання про підтвердження свого «шляхетного» походження. Суть справи в тому, що в 1785 р. російська цариця Катерина II поширила на українські землі права російського дворянства. Це було логічним наслідком позбавлення України автономних прав — становий поділ її населення був прирівняний до станового поділу населення Росії.
Претендентам на дворянство необхідно було довести свої права. Як і представники інших родів, Недашківська околична шляхта почала розшукувати докази свого дворянського походження, вивчаючи хроніки, універсали, земські книги та інші джерела історії України. Врешті-решт роди Недашківських і Дідківських, які проживали в Недашках, на основі історичних документів та свідчень представників сусідніх родів довели дворянському зібранню своє право на приналежність до дрібнопомістного дворянства.
Важливою подією в історії Недашок стало відкриття в 1799 р. церкви св. Апостола Іоанна Богослова. Вона була побудована на місці старої церкви, що згоріла. Сліди її існування відносяться до XV–XVI ст. Будівництво нової церкви стало можливим лише за рахунок добровільних пожертвувань усіх жителів села. Вона являла собою дерев'яну споруду, покриту залізом і пофарбовану блакитною фарбою. При церкві також знаходилася дзвіниця.
1888 р. Недашківська церква була капітально відремонтована, до неї прибудовано нову дзвіницю. Для священика роди Недашківських і Дідківських виділили 18 десятин землі під садибу і городи.
Реформа 1861 р. не внесла докорінних змін у систему землеволодіння в Недашках.
Адже недашківські дворяни обробляли землю самі й лише у виняткових випадках використовували працю залежних селян. Зокрема, у період проведення реформи в маєтку дрібнопомістних поміщиків Степана, Давида, Костянтина й Івана Недашківських працювало четверо селян. У маєтку Григорія, Андрія, Миколи і Якова Недашківських — троє селян. У процесі проведення реформи була зліквідована залежність селян від поміщиків. Селяни також отримали земельні наділи. Зокрема, селяни, що працювали на дворян Недашківських, отримали 26 десятин 496 сажень землі, а ті, які працювали на Дідківських, — 9 десятин 2397 сажень землі. За отримання землі селяни щороку платили грошовий оброк у сумі 5 крб. 40 коп. сріблом з кожного двору чи відпрацьовували 34 дні (20 влітку й 14 взимку) на поміщика. А також селянам відпускалося по 36 возів дров на двір з лісу, який належав Недашківським. За це селяни виконували повинності протягом 8 днів у рік чи платили грішми 2 крб. сріблом з двору.
Скасування кріпосного права привело до важливих змін в інших суспільних сферах. Розширюється мережа освітніх закладів. В 1892 р. було відкрите однокласне народне училище в Недашках.
Чисельність населення Недашок швидко зростає. Якщо в 80-ті роки в селі нараховувалося 187 дворів, у яких проживало 1492 чоловіки, то на початку XX ст. кількість дворів збільшилася до 364, у них проживало вже 2088 жителів.
У цей час у селі працювало 3 лавки й діяли 3 вітрові млини. Забезпечення правопорядку було покладено на поліцейський пост у складі пристава й 5 поліцейських.

## Недашки в XX столітті

### Недашки в 1917—1920 рр
У серпні 1914 р. найбільші імперіалістичні держави світу розв'язали Першу світову війну. Вже за кілька місяців її відчули і в Недашках — у російську армію було мобілізовано більше двохсот жителів села, з яких 132 не повернулися додому. Повним кавалером Георгіївських Хрестів за свою мужність став житель Недашок С. І. Закусило.
Війна стала потужним приводом до революційного вибуху. Повалення самодержавства в ході Лютневої революції 1917 р. і розвал Російської імперії в ході національно-визвольних революцій були позитивно сприйняті широкими масами селянства, які зв'язували з революцією очікування на розв'язок земельного питання й припинення війни. Буквально через місяць після приходу до влади в Україні Центральної Ради у селах, у тому числі й у Недашках, почалося масове створення осередків «Селянської спілки», яка стала, по суті справи, виразником і захисником інтересів селян. Однак нерішуча політика керівництва Центральної Ради у вирішенні насущних потреб селянства викликала розчарування її діяльністю.
З осені 1917 р., особливо після Жовтневого збройного повстання, більшість українських селян свої надії на докорінні зміни пов'язують із більшовиками. На початку 1918 р., невдовзі після вступу більшовицьких військ у Київ, у Недашках була встановлена радянська влада.
В 1918-1920 рр. Україна стала ареною запеклої громадянської війни, коли в жорстокому протиборстві зчепилися численні претенденти на владу, зброєю вирішуючи, хто і якою формою правління заступить старий устрій. Для недашківців це були року важких втрат односільчан, яких доля нерідко розводила по різні сторони барикад. Село також страждало від постійних реквізицій хліба й худоби воюючими сторонами. Зрештою навесні 1920 р., після розгрому Червоною Армією білополяків, у Недашках було відновлено радянську владу.
Однак, восени 1920 р. військові дії знову докотилися до Недашок. У листопаді 1921 р. поблизу села проліг шлях повстанських загонів генерала Ю. Тютюнника, які перейшли польсько-радянський кордон з надією відновити владу Української Народної Республіки.
Проте, не отримавши підтримки з боку місцевих жителів, загони Ю. Тютюнника були оточені військами Червоної Армії неподалік села Малі Міньки й у жорстокому бої розбиті. В Недашках стояв штаб кінної бригади Г. І. Котовського, що зіграла головну роль в розгромі Тютюнника.

### Недашки в період НЕПу
З 1921 р. с. Недашки входило до складу Ново-Вороб'ївської волості Овруцького повіту, а з 1923 р. — до Базарського району Коростенської округи Волинської губернії. До Недашківської сільради також входило село Малинка. 1926 р. у селі в 457 дворах проживало 2283 чоловіка.
На початку 20-х років у селі було створено партійний осередок. В 1927 р. недашківська організація КП/б/У нараховувала 5 членів. Партійна організація у своїй діяльності спиралася на комсомольський осередок та комітет незаможних селян (КНС). В 1921 р. членами комітету незаможних селян були М. П. Дідківський, В. І. Недашківський, С. Д. Недашківський, І. Романенко. Очолював КНС Г. Ф. Недашківський, а потім В. Й. Дідківський — учасник громадянської війни. Василь Йосипович користувався великим авторитетом серед односельців. Протягом 5 років (1925-1930) його обирали членом Базарського райвиконкому.
Нова економічна політика, запроваджена в країні в 1921 р., стимулювала розвиток сільськогосподарського виробництва. Замість реквізицій у селян зерна уряд обклав їх помірним податком. Відкрилися широкі можливості для розвитку різних форм сільськогосподарської кооперації. Так, у Недашках діяли споживче, молочарське, кредитове та інші товариства. В 1926 р. молочарське товариство охоплювало більше половини жителів.
З метою спільного обробітку землі частина селянських господарств об'єдналася в артіль ім. 1 Травня, яка була створена в селі в 1928 р. Очолював артіль Михайло Павлович Дідківський. В 1929 р. на землях артілі вирощувалось 30 га жита , 7 га озимої пшениці, 40 га вівса, 20 га конюшини й 10 га картоплі.
Для зміцнення матеріальної бази колективного господарства в 1928 році в Недашках було створене машинно-тракторне товариство.
20-ті роки були періодом небаченого розквіту української культури і освіти. В селі більшість дітей відвідувала 4-класну трудову школу. В 1929 р. гостинно відчинили двері нова 7-літня школа.
Проводилася робота з боротьби з неписьменністю, центром якої стали пункт лікнепу та хата-читальня.
З ініціативи комсомольців при сільському клубі були створені музичний і драматичний гуртки та духовий оркестр. Під керівництвом Івана Дідківського школярі опанували основи музичної грамоти. Жодне свято, урочистий вечір у селі не проходив без участі духовиків.

### Недашки в 30-ті роки
Значним позитивним зрушенням у соціально-економічному розвитку села було завдано непоправної шкоди на початку 30-х років, коли Сталін і його оточення взяли курс на прискорені методи колективізації.
Була занедбана сільськогосподарська кооперація, яка так добре зарекомендувала себе в 20- ті роки. Адже вважалося, що колгоспники не можуть бути учасниками спеціалізованих кооперативів. Натомість прискореними темпами йшов процес утворення колгоспів на основі відчуження основних засобів виробництва у його членів.
В 1929 р. у самих Недашках уже діяло два колгоспи — «1 Травня» та «Більшовик». Ще два колективних господарства були створені з хутірських дворів — «Червоний лан» (нині с. Вишнянка) і «Червоний плугатар» (нині с. Червоний Плугатар).
Першими організаторами колгоспів були Надія Йосипівна Недашківська, Михайло Павлович Дідківський, Іван Степанович Недашківський, Семен Дмитрович Недашківський, Іван Федорович Дідківський, Василь Йосипович Дідківський, Іван Максимович Закусило. Велику допомогу в організації колгоспів надавав директор 7-річної школи комуніст В. Й. Лосінський.
Наслідком сталінської колективізації в українському селі став страшний голодомор 1932—1933 рр. Не обійшло це лихо й недашківців. Коли в більшості жителів села вичерпалися останні запаси, вони почали вживати в їжу все, що знаходили. Це призвело до проявів голодової дистрофії, тяжких шлункових захворювань. Багато родин відчули на собі кістляву руку смерті. За нашими підрахунками, здійсненими на основі даних «Книги реєстрації актів про смерть», в 1932 р. у Недашках померло 50 людей, а в 1933 р. — уже 143 чол., причому причина смерті 68 чол. не визначена, в 1934 р. — 115 чол., з них з невідомих причин (тобто в основному від голоду) — 43 чол.
Лише в середині 30-х років колгоспи потроху стали на ноги. Цьому сприяло, зокрема, скасування продрозверстки та зміцнення їх матеріально-технічної бази. У Недашках в 1934 р. машинно-тракторне товариство було перетворено в машинно-тракторну станцію (МТС). В 1936 р. колгоспам були вручені акти на довічне користування землею.
Прискорена колективізація супроводжувалася знищенням «класово ворожих» елементів на селі, до яких було віднесено відносно заможну частину селянства.
Вже восени 1929 р. в Недашках була арештована група заможних селян, серед них і Недашківський Василь Васильович. Тривалий час він сидів у в'язницях у Базарі, Малині, Житомирі без суду й обвинувачення. Лише на початку 1932 р. постановою «трійки» при Колегії ДПУ УРСР Недашківський В. В. був висланий на рудники в м. Свободний на три роки. В 1934 р. Василю Васильовичу було дозволено повернутися додому, однак у зв'язку із вбивством Кірова це рішення скасували й без суду направили Недашківського В. В. у Карелію без права виїзду, потім перевели на будівництво Біломор-Балтійського каналу. Лише в 1938 р. Недашківському В. В. після довгих поневірянь було дозволено приїхати з родиною до батька.
На початку 1930 р. заарештували Дідківського Миколу Степановича. За постановою начальника оперативної групи Базарського району за обвинуваченням в "проведенні антирадянської агітації серед населення з метою зриву заходів, які проводила Радянська влада на селі « Микола Степанович був висланий в Іркутську область. Тут будував залізниці, в 1941—1945 рр. воював проти нацистів.
13 березня 1930 р. на позачерговому засіданні президії Базарського райвиконкому розглядалося питання про розкуркулення та виселення куркулів з району. По Недашківській сільраді було „вирішено“: розкуркулити й виселити за межі району Недашківського Івана Йосиповича, Дідківського Луку Івановича, Дідківського Йосипа Даниловича, Недашківського Павла Васильовича, Недашківського Івана Михайловича, Недашківського Михайла Дмитровича, Шваба Микиту Петровича, Недашківського Олександра Михайловича, Недашківського Петра Івановича, Дідківського Віктора Федоровича, Недашківського Павла Івановича, Недашківського Василя Івановича, Пінського Суру, Дідківського Івана Степановича, Дідківського Павла Самойловича, Дідківського Гаврила Зіньковича, Недашківського Григорія Васильовича, Недашківського Василя Васильовича, Недашківського Павла Лукича, Недашківського Павла Михайловича; розкуркулити та виселити за межі УРСР — Карпенка Степана Матвійовича; розкуркулити й розселити в межах району — Недашківського Антона Дмитровича; розкуркулити та залишити на місці — Недашківського Іллю Талімоновича, Недашківського Степана Севериновича».
Друга хвиля «ліквідації куркульства як класу» розпочалася з весни й тривала до кінця 1931 року. Її жертвами стали ще десятки недашківців.
Репресивна лінія проти селянства була пов'язана з наступом проти окремих угрупувань у місті й на селі (так звані монархічні елементи, українські буржуазні націоналісти). Одним з перших інспірованих процесів сталінської доби був процес проти «Спілки визволення України», що відбувся в 1930 р. Арешти, пов'язані з цим процесом, докотилися і до Недашок. Як «активних» членів «СВУ» було заарештовано і засуджено колгоспників Возненка Івана Григоровича, Недашківського Павла Васильовича, Недашківського Степана Івановича, Недашківського Михайла Миколайовича, Дідківського Степана Андрійовича, Барановича Степана Григоровича, Дідківського Павла Семеновича. «Очолював» групу місцевий учитель Дідківський І. Г.
Із середини 30-х років сталінський терор набув широких масштабів. Його жертвами стали й жителі Недашок — члени партії й безпартійні, керівники колгоспів і прості колгоспники, вчителі й лікарі.
У серпні 1937 р. був заарештований чоботар Дідківський Петро Данилович, який через два місяці за постановою «трійки» УНКВС був розстріляний.
Арешту зазнав також служитель культу Дідківський Максим Васильович, який був засуджений до 10 років виправно-трудових таборів.
У жовтні 1937 р. базарськими енкаведистами була «викрита» антирадянська група, у яку входили колгоспники Недашківський Михайло Дмитрович, Недашківський Федір Маркович та обліковець колгоспу Дідківський Григорій Ількович. Усі вони були засуджені до найвищої міри покарання — до страти.
У цьому ж місяці заарештували слюсаря МТС Дідківського Анатолія Микитовича. Як свідчить витяг із протоколу № 9 засідання трійки при Житомирськім облуправлінні НКВС від 2 листопада 1937 р., він був звинувачений у тому, що проводив серед колгоспників "контрреволюційну агітацію, поширював провокаційні слухи про війну, групував навколо себе колгоспні маси, закликав їх зі зброєю в руках виступати проти існуючого ладу, вихваляв розстріляних ворогів народу, проявляв терористичні настрої ". Цілком зрозуміло, що за такі важкі «злочини» Дідківського А. М. засудили до смертної кари.
У листопаді 1937 р. був арештований Дідківський Павло Семенович. Його було звинувачено в «антирадянській діяльності, за поширювання наклепницьких думок про антидемократичність сталінської конституції». Особливою нарадою при Наркоматі Внутрішніх Справ УРСР від 2 січня 1938 р. Дідківський П. С. був засуджений до 10 років виправно-трудових таборів. Проте винним себе Павло Семенович не визнав. Більш того, він знайшов у собі сили почати боротьбу за відміну несправедливого вироку.
З Каргополь-табору подав скаргу на ім'я прокурора Житомирської області. "Мій арешт,- писав Дідківський П. С., — вимисел бувшого начальника Базарського НКВС та ряду свідків. Прошу також взяти до уваги, що всі мої прохання дати мені можливість відкинути брехливі звинувачення відповідними документами й свідченнями свідків слідчим були відкинуті й навіть свідкам мені було заборонено задати хоча б одне питання ".
Після повторного розслідування справи, яке велося все тим же Базарським райвідділом внутрішніх справ, вирок був залишений у силі.
В 1940 р. вже дружина Дідківського П. С. написала скаргу в Комісію радянського контролю СРСР, однак і цього разу відповідь була негативною.
І лише в 1957 р. після чергового звернення самого Павла Семеновича, який пройшов усі випробування табірного пекла, до обласного прокурора, справа було переглянуто і його визнано невинним.
Напередодні нового 1938 р. були репресовані колгоспники Дідківський Іван Федорович, член КП/б/У, та Дідківський Василь Степанович. Їх знову ж таки було засуджено до виключної міри покарання.
А справу Дідківського Кузьми Федоровича, конюха колгоспу, арештованого в січні 1938 р., у зв'язку з її «особливою значимістю» розглядала, навіть, Особлива нарада НКВС СРСР. Кузьма Федорович був засуджений до другої категорії — 10 років позбавлення волі у виправно-трудових таборах. Коли розпочалася Німецько-радянська війна, Дідківський К. Ф. був направлений на фронт у штрафний батальйон, де героїчно загинув у боях проти нацистів.
У березні 1938 р. Базарським райвідділом НКВС була «знешкоджена» ціла «українська націоналістична військово-повстанська організація», що ставила собі за мету «шляхом збройного перевороту повалити радянську владу, відокремити Україну від СРСР і приєднати її до Польщі чи Німеччини».
У зв'язку з цією справою в селі було заарештовано 14 осіб, переважна більшість яких була вихідцями з середняцьких родин, працювала в колгоспах чи вела одноосібне господарство. «Очолювали» антирадянську організацію Возненко І. Г. та Баранович С. Г., які повернулися після відбуття покарання за процесом «СВУ».
Арештовані були піддані жорстокому катуванню. Один із засуджених у цій справі, що дивом залишився живим, в 50-ті роки згадував: "У камері попереднього ув'язнення я запитав Возненка, чому він на мене наговорив. На що той відповів: «Якби тобі дали стільки ударів по ногах, ти б також не витримав такого знущання».
17 квітня 1938 р. справа про «контрреволюційну організацію» у с. Недашки була розглянута на засіданні «трійки» при Житомирськім управлінні НКВС. Вирок «трійки» був дуже суворим. Майже всіх заарештованих засудили до розстрілу. Серед них: Возненка Івана Григоровича, Барановича Степана Григоровича, Нестеренка Олексія Герасимовича, Закусила Семена Йосиповича, Недашківського Михайла Талімоновича, Недашківського Василя Гавриловича, Дідківьского Івана Івановича, Недашківського Михайла Миколайовича, Недашківського Івана Ільковича, Недашківського Івана Федоровича, Дідківського Миколу Андрійовича, Дідківського Петра Андрійовича, Дідківського Степана Андрийовича.
Жителі села завжди пам'ятали про безневинно загиблих у часи сталінізму односельців. В кінці квітня 1990 р. з ініціативи правління місцевого колгоспу ім. Гагаріна (керівник господарства М. П. Дідківський) у Недашках було споруджено меморіал репресованим жителям села.
В 30-ті роки в селі відбулися разючі зміни в соціально-культурній сфері. Завдяки самовідданій роботі недашківців було збудовано клуб, медпункт, пологовий будинок, майстерню побутового обслуговування.
У другій половині 30-тих років у школі, яка була повною середньою, понад 20 учителів на чолі з директором школи П. Г. Єною вчили більш як 500 дітей. Високих успіхів у вихованні дітей досяглися недашківські педагоги М. М. Бігун, І. Д. Іваненко, М. Д. Кугай, Н. С. Вдовенко, А. Г. Євтушок.
В 1939 році в школі відбувся перший випуск десятикласників. Із двадцяти учнів десятого класу двоє — Ш. Гольдман і А. Дмитренко — випускні екзамени склали на відмінно й одержали атестати із правом вступу без іспитів у будь-який вищий навчальний заклад країни.
Районна газета «Колективіст» від 24 червня 1939 року присвятила цілу сторінку першому випуску Недашківської повної середньої школи. Кожний випускник навчального закладу розповів читачам газети про свої життєві плани. "Закінчуючи X клас,… кожний ставить собі питання — куди піти вчитись? — писав Я. Гузь. — Одні мріють бути червоними артилеристами, другі — учителями, лікарями і т. д. Моє прагнення — вступити в Бердичівський учительський інститут на фізико-математичний факультет і, закінчивши його, стати вчителем ".

### У роки Другої Світової війни
Більше 300 жителів Недашок мобілізовані до лав сталінської Червоної Армії, сотні чоловіків працювали на примусових роботах з будівництва Коростенського укріпрайону.
У середині липня 1941 лінія фронту наблизилася до Малинського району. За Недашки зав'язалися кровопролитні бої. «Після жорстоких боїв під Дубно наш полк був перекинутий під Малин — важливий стратегічний пункт Південно-Західного фронту — для підтримки вогнем першої авіадесантної бригади й затримки просування ворога. Зробивши нічний марш, ми зайняли оборону в районі Дуброва — Недашки,- згадував учасник оборонних боїв на Малинщині В. Соколов.- Раннім серпневим ранком командир дивізіону капітан Конопльов викликав мене на командний пункт і ми пішли на рекогносцировку місцевості…
Незабаром розвідник Арсентьєв доповів: „Орієнтир 1, окреме дерево, вліво 2-00, ворожі танки!“ Дійсно в стереотрубу можна було бачити, як з боку Старих Вороб'їв під прикриттям танків просувалися гітлерівці… Швидко підготувавши дані для стрільби, я скомандував: „По танках! Батарея, швидкий вогонь!“
Пролунали постріли, снаряди розривались біля танків. А коли розвіявся дим, ми побачили, що два танки були підбиті, а інші повернули назад. Атака ворога зірвалась. У цей же день на спостережний пункт прибутки два кореспонденти з газети „Красная Армия“, а незабаром у ній було надруковано цілу полосу, присвячену нашій батареї… Оскаженілі гітлерівці кидались усе в нові й нові атаки, але щоразу артилеристи своїм влучним вогнем при взаємодії з десантниками відкидали ворожі орди від Малина, знищуючи живу силу й техніку стерв'ятників».
У двадцятих числах серпня небезпека прориву нацистами оборони стала різко зростати. В цій ситуації радянське командування наказало контратакувати противника на рубежі Недашки-Ксаверів-Охотовка. Несподіваний удар радянських військ дозволив основним частинам армії відступити.
Героїчною обороною, у тому числі й у районі Недашок, сталінські війська скували дії головного угрупування супротивника, чим зірвали плани визволити від комуністів Київ. Наприкінці серпня 1941 Недашки зайняли німецькі війська. Якщо комуністи руйнували церкви та морили голодом, то нацисти зруйнували частину колгоспних будівель, МТС, т. зв. Будинок культури.
За неперевіреними даними, у селі була створена прокомуністична підпільна група.
13 листопада 1943 до села повернулися сталіністи. Та в грудні 1943 неподалік села німецькі війська перейшли в контрнаступ, прагнучи знову відкинути ворога за Дніпро. Представники НКВД вигнали 274 жителя села будувати оборонні лінії: насипи, рови, окопи. В основному були це жінки, старики, діти.
У селі створилися також спеціальні пункти, де населення подавало медичну допомогу пораненим. Жінок примушували шукати харчі по хатах, готувати їжу.
Талімон Дмитрович Недашківський до війни був одним з організаторів колективного господарства, навіть очолював колгосп «Червоний лан». В 1939 р. пішов в армію, брав участь у визвольному поході в Західну Україну. У роки радянсько-німецького збройного конфлікту служив командиром гарматного розрахунку. 19 вересня 1943 р., під час атаки на Дубно, був смертельно поранений у живіт.
Дуже часто старожили Недашок згадують теплим словом свого довоєнного главу сільської ради Степана Ілліча Недашківського. Коли розпочалася війна, він одним з перших пішов на фронт. Своєю мужністю й відвагою завоював заслужений авторитет серед однополчан. Та не судилося Степану Іллічу дожити до Перемоги. Ворожа куля обірвала життя старшого сержанта С. І. Недашківського, коли він повів в наступ своїх товаришів.
Адам Павлович Дідківський в 1940 р., після закінчення з похвальним листом 10 класів Недашківської школи, вступив на навчання до Київського педінституту. Однак, у зв'язку з важкими матеріальними умовами в родині, був змушено перейти на заочне відділення. Заодно він працював учителем математики в сусідньому селі Діброва.
Коли розпочалася війна, Адам Павлович був направлений на навчання в 2-ге Київське артилерійське училище. Як командир взводу брав участь в оборонних боях на підступі до Сталінграда. Потрапив в оточення й був взятий у полон. Після нелюдських катувань загинув в одному з нацистських концтаборів.
Всього за підрахунками на основі даних 6 тому «Книги Пам'яті України. Житомирська область» на фронтах Німецько-радянської війни загинуло 150 недашківців.
На вшанування пам'яті тих, хто загинув, визволяючи село, і воїнів-односельців в Недашках в 1964 році було відкрито пам'ятник, а в 1989-90 рр. споруджено меморіальний комплекс.

### Недашки в повоєнні роки
Страшною була весна 1945. Прийшов час орати, сіяти зерно, а техніки, тяглової сили було обмаль — сталіністи всіх кинули на поталу ворогу. Тому значну частину робіт люди виконували вручну. На боронуванні широко використовували корів. А коли худоба не витримувала, нерідко впрягалися самі люди. Треба було думати й дбати про хліб, який усьому голова. І знову, як раніше, основний тягар падав на жіночі плечі.
А якою радістю було, коли в село, хоча на кілька днів у відпустку, повертався фронтовик. 1947 влада СРСР знову організувала штучний голод, від якого люди рятувалися втечею в Західну Україну, під захист УПА.
Проте поступово, завдяки самовідданій праці недашківців, село відроджувалося. Зміцніла матеріальна база МТС, яка наприкінці 40-вих років отримала 4 трактори на гусеничному ходу, які працювали на гасі, а в 1953—1954 рр. — 4 дизельних трактори Т-75.
Незабаром прийшли й перші успіхи на районному рівні. В 1950 р. колгосп «Більшовик» успішно виконав план засипки зерна, насіння зернобобових. Колгосп ім. 1 Травня провів збирання зернових на площі 508 га на 25 днів раніше, ніж у попередньому році. Льон із площі 110 га було зібрано в цьому господарстві за 15 днів.
На районну дошку пошани за успішне завершення осінньої сівби озимих було занесено колгосп «Червоний лан» (голова І. В. Дідківський).
Визнанням трудових досягнень жителів Недашок було обрання в 1959 р. їхнього земляка Недашківського Григорія Йосиповича депутатом Житомирської обласної Ради депутатів трудящих. Григорії Йосипович ще зовсім молодим пішов працювати до місцевого колгоспу «Більшовик». У роки Німецько-радянської війни — на фронті, був нагороджений трьома бойовими нагородами Демобілізувавшись із армії, працював трактористом у Базарській МТС № 1,з 1958 р. — трактористом у колгоспі ім. Леніна. 3а сумлінну роботу Григорій Йосипович був нагороджений орденом Трудового Червоного Прапора.
Для відновлення колгоспних ферм населення села здавало в колгосп молодняк, частина корів закупили в Саратовській області.
Відновила свою роботу школа, медпункт, почали працювати торгові точки. Почали відбудовуватись громадські приміщення та знищені житлові будинки. Зусиллями недашківців була відбудована місцева церква, яка згоріла в 30-ті роки.
На початку 50-тих років три недашківські колгоспи були об'єднані в один — ім. Леніна, який очолював І. В. Дідківський. Проте відчутних змін у розвитку господарства при тодішньому ставленні до них з боку держави не сталося. Обов'язкові заготівлі знесилювали господарства. Та й самі норми їх були завищені, економічне необґрунтовані. Не враховувалися втрати, які при недосконалій техніці були значними.
В 1958 р., після укрупнення районів, Базарський район був ліквідований. Недашківська сільська Рада, якій підпорядковані села Вишнянка й Зелений Гай, увійшла до складу Малинського району.
В 60-ті роки завдяки самовідданій праці недашківців покращується зовнішній вигляд села, поліпшується добробут його жителів. У Недашках з'явилася електроенергія. Спочатку її виробляло три двигуни на території «Сільгосптехніки» (утворилася в 1963 р.), а з 1965 р. село було підключено до централізованої електромережі.
Покращився транспортний зв'язок села з райцентром. До Малина почали ходити грузотаксі. Через село Недашки прокладено асфальтовану дорогу.
Досить успішно працювали недашківці й на колгоспних ланах, прагнули не пасти задніх. Районна газета «Радянський Малин» від 27 вересня 1960 р. розповідала про успішне завершення колгоспом силосування кукурудзи. «Висока організація роботи, правильна розстановка техніки і транспортних засобів дали змогу недашківцям достроково, 25 вересня, завершити силосування кукурудзи, 48 га королеви полів залишено для збирання на зерно», — писав кореспондент газети. Особливо він відзначав високопродуктивну роботу комбайнера І. Недашківського, трактористів В. І. та С. Недашківських, водіїв автомобілів П. і В. Недашківських, Р. і М. Дідківських.
На початку 70-х років у Недашках налічувалося 363 двори, у яких проживала 1 тис. чоловік.
На території села розміщувалася центральна садиба колгоспу «Жовтень», що мав у користуванні 3 тис. га сільськогосподарських угідь, у тому числі 2,1 тис. орної землі. У селі також працювало відділення «Сільгосптехніки».
У першій половині 70-х років господарство виходить на нові рубежі. Було отримано по 10,8 цнт. зерна з гектара, по 3,7 цнт. льоноволокна, по 130 цнт. картоплі й овочів.
Внаслідок організованої племінної роботи, зміцнення кормової бази збільшено виробництво м'яса, особливо свинини. Її собівартість було знижено з 223 крб. (1967 р.) до 148 (1973 р.).
Ці тай інші успіхи колгоспу в значній мірі були пов'язані з діяльністю його керівників — голови колгоспу Володимира Степановича Полевого, голів сільради Івана Павловича Недашківського й Івана Васильовича Дідківського. І. В. Дідківський був учасником Другої Світової війни, брав участь в обороні Ленінграда. У важкі повоєнні роки головував у місцевому колгоспі. За свою працю нагороджений орденом Трудового Червоного Прапора.
Загалом за успіхи в розвитку сільського господарства понад 120 працівників колгоспу відзначені орденами й медалями. Серед них Гаращук Надія Степанівна, свинарка, нагороджена орденами Леніна, «Жовтневої революції», Знак пошани, а також медалями Всесоюзної виставки досягнень народного господарства. Недашківська Варвара Іванівна, завідувачка свиноферми, удостоєна орденів Леніна й Трудового Червоного прапора.
У середній школі села 23 вчителя навчали 264 учнів, діяв Будинок культури на 250 місць, бібліотека із книжковим фондом в 7,9 тис. екземплярів, медпункт, будинок побутових послуг, два магазини.
У 50-ті роки в селі було, відроджено духовий оркестр. Все почалося із того, що середня школа закупила нові інструменти. Очолити оркестр було запрошено Василя Степановича Недашківського, одного з учасників сільського довоєнного оркестру.
Перший Концерт, присвячений 39 річниці Жовтня, удався на славу. Окрилений успіхом, Василь Степанович ще з більшою енергією взявся за роботу. Оркестр неодноразово брав участь у районних фестивалях народного мистецтва й одержував там високі оцінки.

### Після 70-х
В 70-ті роки в сільському господарстві проводилася широкомасштабна акція укрупнення колгоспів. Недашківське колективне господарство було об'єднано з дібрівським (із центральною садибою в селі Діброва) під назвою «Зоря Полісся». Однак очікуваних позитивних результатів укрупнення господарств не принесло. Недашківська бригада в ці роки з великими труднощами справлялася із виконанням доведених завдань.
У грудні 1983 р. дібрівське господарство було розукрупнено на два господарства, одне з них із центральною садибою в Недашках (колгосп ім. Гагаріна). Очолив новостворене господарство досвідчений керівник Поплавський Микола Дмитрович, який до того протягом дев'яти років працював головою дібрівського колгоспу «Зоря Полісся».
З лютого 1986 р. колгосп очолив Микола Петрович Дідківський. Молодий керівник енергійно взявся до справи. Господарство швидко перетворилося в одне з найкращих у районі. В 1988 році за результатами зимово-стійлового періоду колгосп ім. Гагаріна виборов перше місце з виробництва й продажу всіх видів продукції. Господарство було нагороджено перехідним Червоним прапором та позачерговим правом придбання автомобіля ГАЗ-55.
Найкращою тракторною бригадою в районному змаганні визнано колектив трактористів колгоспу ім. Гагаріна і в 1989 р. йому присуджено перехідний вимпел та грошову премію. М. П. Дідківський господарства велику увагу приділяв будівництву об'єктів соціально-культурного призначення. Всім селом споруджували двоповерхове приміщення школи. 1 вересня 1986 р. школа відкрила свої двері для дітей. Наступного року в селі збудували приміщення сільради, будинок для престарілих, згодом Будинок культури, провели реконструкцію старого приміщенні школи під медичну амбулаторію.
Всі вулиці села були заасфальтовані. У 1989—1990 роках було споруджено Меморіал репресованим жителям села та землякам, що загинули в роки Другої Світової війни.
Також було збудовано ряд приміщень сільськогосподарського призначення. Серед них — тваринницькі ферми, піддашшя для сушіння сіна, лазні з парилками на всіх фермах тощо. За підсумками роботи району в 1989 р. недашківське господарство отримало перше місце з будівництва.
У червні 1990 р. М. П. Дідківського обрали на керівну посаду в район, де від працював головою райдержадміністрації. За багаторічну добросовісну працю в сфері сільського господарства та органах державної виконавчої влади, значний особистий внесок в соціально-економічний розвиток району Миколу Петровича Дідківського указом Президента України від 11 червня 1997 р. нагороджено орденом «За заслуги» третього ступеня, пізніше він отримав почесне звання заслуженого працівника сільського господарства України. Нині М. П. Дідківський очолює головне управління агропромислового комплексу Житомирської облдержадміністрації.

## Населення

### Мова
Розподіл населення за рідною мовою за даними перепису 2001 року:
| Мова       | Кількість | Відсоток |
| ---------- | --------- | -------- |
| українська | 576       | 97.30%   |
| російська  | 11        | 1.85%    |
| білоруська | 2         | 0.34%    |
| румунська  | 2         | 0.34%    |
| вірменська | 1         | 0.17%    |
| Усього     | 592       | 100%     |

## Відомі люди
- Дідковський Леонід Іванович (1927—2004) — військовий диригент, педагог. Заслужений діяч мистецтв УРСР.
- Юрій Недашківський — заступник міністра палива й енергетики, очолював «Енергоатом» з лютого 2005 року. Також цю посаду він обіймав з липня 2000 року по лютий 2003 року.
- Олександр Васильович Недашківський — командир бойової групи у Придністров'ї, член керівництва партії Відродження, який 20 червня 1992 року організував відсіч румуно-молдавським збройним групам у Бендерах, зупинив паніку, що розпочалася, разом з А. П. Катуновим сформував ударний загін бронетехніки й захопив ключовий міст через Дністер, прорвався до центру міста Бендери для деблокування осадженої міськради, прийняв лютий бій біля загорожі хімбатальйону 14- й армії, та загинув.
- Бартош Недашківський (Bartosz. V. Niedaszkowski), відомий польський популяризатор Йоги й Аюрведи, автор бестселера «Joga і ajurweda. Przewodnik dla współczesnego człowieka» (https://web.archive.org/web/20120113144326/http://www.yogamedica.pl/a/17,joga-i-ajurweda-przewodnik-dla-wspolczesnego-czlowieka)

Усього в Україні проживає більш 4000 людей із прізвищем Недашківський.
Так само тисячі Недашківських проживають у Росії й Білорусі.